# Mesoleptus glabriculus
Mesoleptus glabriculus là một loài tò vò trong họ Ichneumonidae.